# Нурдрок, Рикард
Ри́кард Ну́рдрок (норв. Rikard Nordraak; 12 июня 1842, Христиания, Швеция, — 20 марта 1866, Берлин, Пруссия) — норвежский композитор. Кузен Бьёрнстьерне Бьёрнсона, в соавторстве с которым написал песню, ставшую впоследствии государственным гимном Норвегии.

## Биография
С детских лет выказав музыкальные способности, Нурдрок, однако, в 15-летнем возрасте был отправлен семьёй в Копенгаген для обучения бизнесу — но затем твёрдо решил посвятить себя музыке. Первоначально он занимался в Копенгагене под руководством Карла Людвига Герлаха, а затем отправился в 1859 году в Берлин, где провёл почти всю оставшуюся жизнь. Здесь он учился у Теодора Куллака (фортепиано) и Фридриха Киля (композиция). В 1863 году был опубликован его первый опус — шесть песен на стихи Бьёрнсона; к этому же времени относится и песня «Ja, vi elsker dette landet» (Да, мы любим этот край), впервые исполненная 17 мая 1864 года на концерте по случаю 50-летия норвежской Конституции; в дальнейшем эта песня стала одним из символов движения за независимость Норвегии, а после обретения независимости — государственным гимном. Ещё не завершив обучения, Нурдрок скончался от скоротечного туберкулёза. Его творческое наследие ограничивается несколькими десятками песен, небольшими камерными пьесами, музыкой к нескольким пьесам Бьёрнсона.
Был дружен с Эдвардом Григом, посвятившим памяти Нурдрока первое издание своего фортепианного концерта и похоронный марш.
Композитор был похоронен на Спасском кладбище.